# アフマド・ファナーカティー
アフマド・ファナーカティー（Ahmad Fanākatī, احمد فناكتى , 生没年 : ? - 至元19年3月18日（1282年4月27日））は、モンゴル帝国（元）のカアン、クビライに仕えたムスリム（イスラム教徒）の財務官僚。漢字表記は阿合馬。｢アクマト｣とも呼ばれる。

## 概要
中央アジアのスィル川（シルダリア川）上流の右岸付近の町のファナーカト（現在のウズベキスタンのバナーカト、タシュケントの西南）でイラン系の回教徒の家庭に生まれた。
クビライの正夫人チャブイの宮廷（オルド）に仕えて信任を受け、クビライ即位後の中統3年（1262年）に領中書左右部に抜擢され、諸路都転運使を兼ねて財務行政を委ねられた。翌年には、クビライが対立するアリクブケが掌握する旧来の首都カラコルムにかわって自らの拠点開平府（内モンゴル東部）に上都を開くとさらにその行政長官を兼ね、至元元年（1264年）には宰相格の中書平章政事に昇進、至元3年（1266年）に財務行政機関の国用使司が新設されるとその長官を兼ねた。アフマドは財務長官として北中国の財務行政に辣腕をふるい、新都大都（現在の北京）を中心にクビライが立てた新政府に莫大な税収をもたらした。
至元7年（1270年）、アフマドの財務機関国用使司は尚書省に改められて行政機関中書省と同格になり、アフマドはその長官の平章政事に就任して財務行政部門の全権を掌握した。さらに至元13年（1276年）に南宋が征服されるとその故地江南の財務行政に携わり、元の国家収入の大きな部分を占めることになる塩などの専売制や、南中国諸都市の商業税制度を整備した。アフマドが財務行政を統括した20年間には、アフマドの息子や一族を含めた中央アジア出身のムスリムたちを含む様々な出自の人々がアフマドの縁故によって地方長官や地方徴税官に任命され、その派閥の領袖であるアフマドの権勢は非常に高いものだった。
アフマドの税制度はこれまでの中国の税制から大きく逸脱しており、漢人たちからの評判は非常に悪かった。しかも、アフマド配下の徴税官僚たちは、西アジア的な徴税請負制度の方式によって税を取り立てたので課税は厳しくなりがちで、民衆は「色目人」と呼ばれた彼らに対して不満をつのらせた。
さらに至元8年（1271年）には新設の尚書省は早々に中書省に合併されているが、財務行政部門はそのままアフマドの一族が握りつづけ、かえって彼らが中書省の本来の職務領分である行政に干渉するほどであったので、中書省を支配するクビライの嫡子チンキムや、中書省の長官アントンらモンゴル貴族たち、その部下の漢人官僚（許衡など）からアフマドら尚書省系の官僚は激しい敵意を受けた。
至元18年（1281年）、チンキムの母でもあるチャブイが死ぬとチンキム派とアフマド派の対立は決定的な局面に至り、チンキムの与党によるアフマド排斥の陰謀により、翌至元19年（1282年）にアフマドは暗殺された。その最期は、チンキム派の王著と高和尚らの画策によって東宮に誘い出され、大銅鎚で撃殺されるというものであった。
その後、クビライはアフマド殺害のかどで王著と高和尚らの処刑を執行した、しかし、アフマドの生前の様々な専権行為による不正が次々と暴露されると、クビライは「王著と高和尚らは正しかった」と述べて、アフマドの一族は弾劾された。しかも、クビライはアフマドの墓を暴き出してその棺を剖いて、アフマドの屍をバラバラにした上で犬に食わせ大都の通玄門に晒した。その上にアフマドの一族も失脚し処刑された。
貴族や聖職者の脱税，免税を赦さず税を課したアフマドはモンゴル人貴族から不人気で、死後に姦臣として名を残し、元の歴史を記した正史『元史』でも伝は「姦臣伝」に入れられた。その内容は非常に辛辣で、これにしたがってアフマドは悪人として評価されることが多い。しかし、イル汗国で著された『集史』ではクビライを支えた名宰相として高く評価されている。後代の史家に於いて奸臣との評価はあまり見られない。